# Појениј де Жос (Бихор)
Појениј де Жос (рум. Poienii de Jos) насеље је у Румунији у округу Бихор у општини Бунтешти. Oпштина се налази на надморској висини од 270 m.

## Становништво
Према подацима из 2002. године у насељу је живело 630 становника, од којих су сви румунске националности.